# Protodeltote
Protodeltote là một chi bướm đêm thuộc họ Noctuidae.

## Loài
- Protodeltote albidula (Guenée, 1852)
- Protodeltote muscosula (Guenée, 1852)
- Protodeltote pygarga – Marbled White Spot Hufnagel, 1766